# Joachim Neumann (Offizier)
Joachim Neumann (* 3. November 1916 in Mainz; † 17. Oktober 2000 in Bonn) war ein deutscher Offizier. Neumann war Major in der Wehrmacht. Nach dem Zweiten Weltkrieg diente er beim Bundesgrenzschutz und als Oberst in der Bundeswehr.

## Leben
Neumann besuchte das Gymnasium in Freiburg im Breisgau und machte dort 1935 das Abitur. Er trat als Fahnenjunker in das Artillerieregiment in Ludwigsburg, das spätere Artillerie-Regiment 25, ein und wurde dort 1937 zum Leutnant ernannt. Nach dem Anschluss Österreichs 1938 wurde Neumann in das Artillerie-Regiment 103 nach Wien versetzt. Das Artillerie-Regiment, in dem er sechs Jahre diente, gehörte zur neu aufgestellten 4. Panzer-Division.
Während des Überfalls auf Polen war er Abteilungsnachrichtenoffizier und wurde noch 1939 zum Oberleutnant befördert. Bis Herbst 1942 war Neumann, seit 1941 als Hauptmann und seit 1942 als Major, Batteriechef und bis Juni 1944 Abteilungskommandeur. 1943 erhielt er die selten verliehene Anerkennungsurkunde des Oberbefehlshabers des Heeres für hervorragende Leistungen auf dem Schlachtfeld. Im März und April 1944 war die 4. Panzer-Division an schweren Kämpfen bei Kowel (Ukraine) beteiligt. Am 4. April 1944 gelang es, die dort eingeschlossenen deutschen Truppen zu entsetzen. Danach wurde Neumann Lehrgangsleiter an der Artillerieschule. Bereits zuvor war er dort ein halbes Jahr lang als Lehrer tätig. 1945 wurde er Erster Generalstabsoffizier im Stab des Höheren Artilleriekommandeurs der 10. Armee in Italien. Hier geriet er in Kriegsgefangenschaft. Im Oktober 1945 wurde er entlassen.
Er arbeitete als Landwirt und trat 1951 in den Bundesgrenzschutz ein, wo er zuletzt als Abteilungskommandeur arbeitete. 1956 wurde Neumann Offizier in der neu gegründete Bundeswehr. Dort diente er 15 Jahre, unter anderem als Kommandeur des Artillerie-Lehrregiments in Idar-Oberstein, und wurde im Juni 1971 als Oberst krankheitsbedingt pensioniert. Während seiner Tätigkeit im Bundesministerium der Verteidigung war er maßgeblich an der Einführung der Panzerhaubitze M109 beteiligt. Für seine Verdienste erhielt er das Bundesverdienstkreuz 1. Klasse.

## Auszeichnungen
- Eisernes Kreuz 2. Klasse
- Eisernes Kreuz 1. Klasse
- Ostmedaille
- Panzerkampfabzeichen in Silber
- Verwundetenabzeichen in Gold
- Anerkennungsurkunde des Oberbefehlshabers des Heeres für hervorragende Leistungen auf dem Schlachtfeld am 17. September 1943[1]
- Deutsches Kreuz in Gold am 10. Oktober 1943[1]
- Ritterkreuz des Eisernen Kreuzes am 23. Februar 1944[1]
- Bundesverdienstkreuz 1. Klasse 1971

## Veröffentlichungen
- Die 4. Panzer-Division 1938–1943. Bericht und Betrachtungen zu zwei Blitzfeldzügen und zwei Jahren Krieg in Rußland. Selbstverlag, Bonn 1985.
- Die 4. Panzer-Division 1943–1945. Bericht und Betrachtung zu den letzten zwei Kriegsjahren im Osten. 2. verbesserte Auflage zusammen mit Dietrich von Saucken, Selbstverlag, Bonn 1989.